# Romanèche-Thorins
Pour les articles homonymes, voir Romanèche (homonymie).
Romanèche-Thorins est une commune française située dans le département de Saône-et-Loire, en région Bourgogne-Franche-Comté.

## Géographie
Située à la limite de l'Auvergne-Rhône-Alpes et de la Bourgogne-Franche-Comté, Romanèche-Thorins fait partie du Beaujolais et du vignoble du Mâconnais.

### Voies de communication et transports
La commune possède une gare desservie par les trains TER Rhône-Alpes assurant la relation de Mâcon-Ville à Valence-Ville via Lyon-Perrache.

## Climat
Pour des articles plus généraux, voir Climat de la Bourgogne-Franche-Comté et Climat de Saône-et-Loire.
En 2010, le climat de la commune est de type climat océanique dégradé des plaines du Centre et du Nord, selon une étude du Centre national de la recherche scientifique s'appuyant sur une série de données couvrant la période 1971-2000. En 2020, Météo-France publie une typologie des climats de la France métropolitaine dans laquelle la commune est exposée à un climat de montagne ou de marges de montagne et est dans la région climatique Bourgogne, vallée de la Saône, caractérisée par un bon ensoleillement (1 900 h/an), un été chaud (18,5 °C), un air sec au printemps et en été et des vents faibles.
Pour la période 1971-2000, la température annuelle moyenne est de 11,5 °C, avec une amplitude thermique annuelle de 17,7 °C. Le cumul annuel moyen de précipitations est de 817 mm, avec 10,3 jours de précipitations en janvier et 7,5 jours en juillet. Pour la période 1991-2020, la température moyenne annuelle observée sur la station météorologique de Météo-France la plus proche, « Vauxrenard », sur la commune de Vauxrenard à 7 km à vol d'oiseau, est de 9,8 °C et le cumul annuel moyen de précipitations est de 1 003,5 mm. 
La température maximale relevée sur cette station est de 34,8 °C, atteinte le 24 juillet 2019 ; la température minimale est de −15,4 °C, atteinte le 7 février 2012,,.
Les paramètres climatiques de la commune ont été estimés pour le milieu du siècle (2041-2070) selon différents scénarios d'émission de gaz à effet de serre à partir des nouvelles projections climatiques de référence DRIAS-2020. Ils sont consultables sur un site dédié publié par Météo-France en novembre 2022.

## Urbanisme

### Typologie
Au 1er janvier 2024, Romanèche-Thorins est catégorisée bourg rural, selon la nouvelle grille communale de densité à sept niveaux définie par l'Insee en 2022.
Elle est située hors unité urbaine. Par ailleurs la commune fait partie de l'aire d'attraction de Mâcon, dont elle est une commune de la couronne,. Cette aire, qui regroupe 105 communes, est catégorisée dans les aires de 50 000 à moins de 200 000 habitants,.

### Occupation des sols
L'occupation des sols de la commune, telle qu'elle ressort de la base de données européenne d’occupation biophysique des sols Corine Land Cover (CLC), est marquée par l'importance des territoires agricoles (80,6 % en 2018), une proportion sensiblement équivalente à celle de 1990 (80,3 %). La répartition détaillée en 2018 est la suivante : cultures permanentes (46,7 %), prairies (24,2 %), zones urbanisées (19,4 %), zones agricoles hétérogènes (6,1 %), terres arables (3,6 %). L'évolution de l’occupation des sols de la commune et de ses infrastructures peut être observée sur les différentes représentations cartographiques du territoire : la carte de Cassini (XVIIIe siècle), la carte d'état-major (1820-1866) et les cartes ou photos aériennes de l'IGN pour la période actuelle (1950 à aujourd'hui).

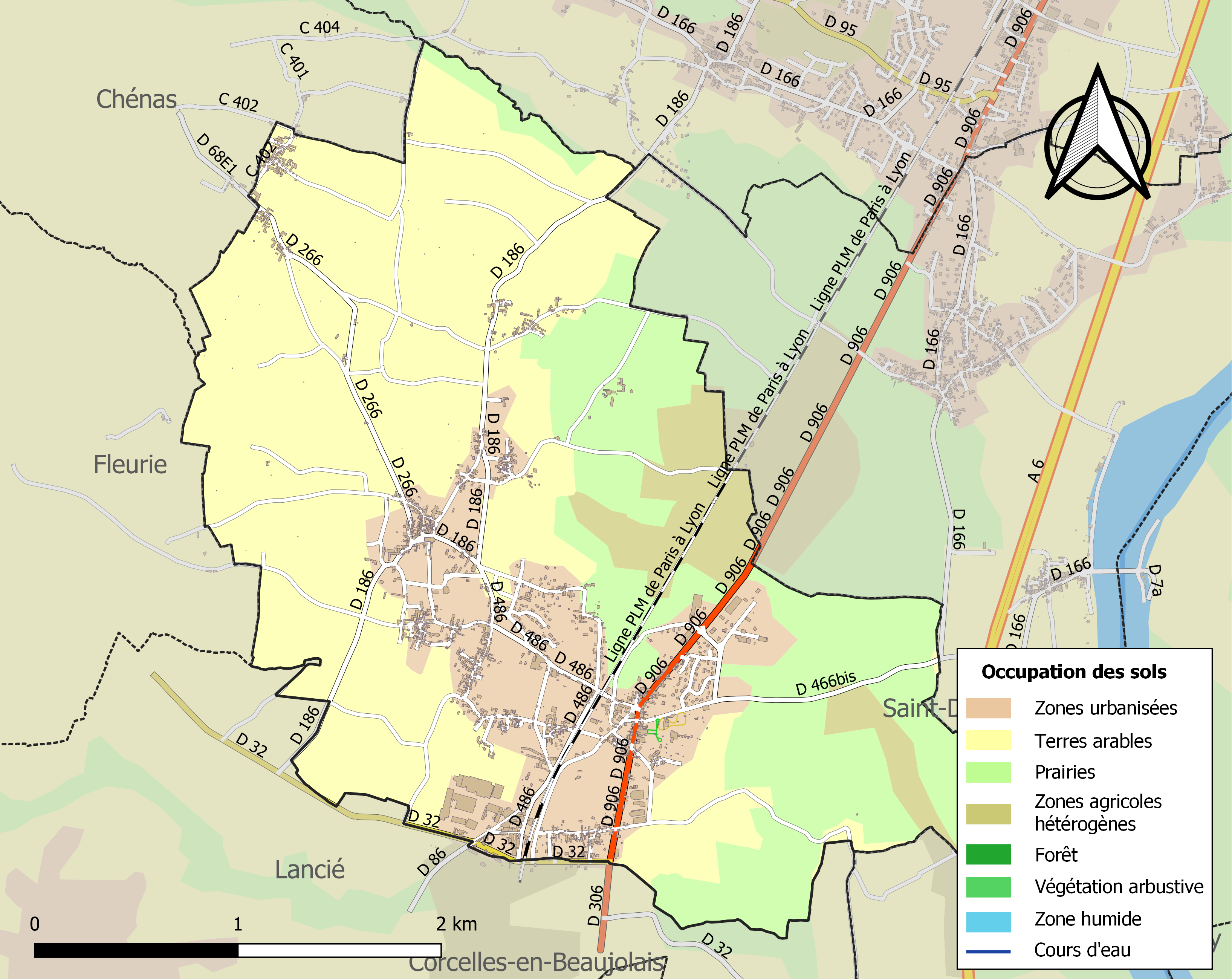
Carte des infrastructures et de l'occupation des sols de la commune en 2018 (CLC).

## Toponymie
L'origine du nom de Romanèche découlerait d'une inscription latine datant du IIe siècle : « Matronis Romaniscis » trouvée sur place, aujourd'hui disparue. Le peuple Eduen vivant en ce lieu, vénérait des divinités celtiques de l’abondance, les Matres, « Mères », ou matrones, favorisant la fécondité des femmes des animaux et des champs, elles figuraient souvent avec des enfants aux bras et des cornes d'abondance. Cette inscription signifiant « Aux Matrones Romanisques » indique donc un lieu ou cohabitait des peuples celtes et romains (le suffixe iscis, dérive du « ish » germanique et signale un toponyme d'origine celtique romanisé).
« Thorins » fut adjoint au nom de Romanèche en 1872, il s'agissait à la fois d'un hameau important de la commune de Romanèche, mais surtout d'un lieu-dit viticole jouissant alors d'une grande renommée. Le nom de Thorins apparaît dans une charte de l'Abbaye de Cluny en 893 « In pago Matisconense, in agro Torrense, in villa Romanorum », charte par laquelle Alexandre, archevêque de Vienne, échange avec une femme, Agertrude, et son fils Hugues, quelques terres dans le territoire des Torrins.
Thorins, par sa consonance germanique désigne très probablement une colonie burgonde, suggérant une installation vers le Ve siècle.

## Histoire

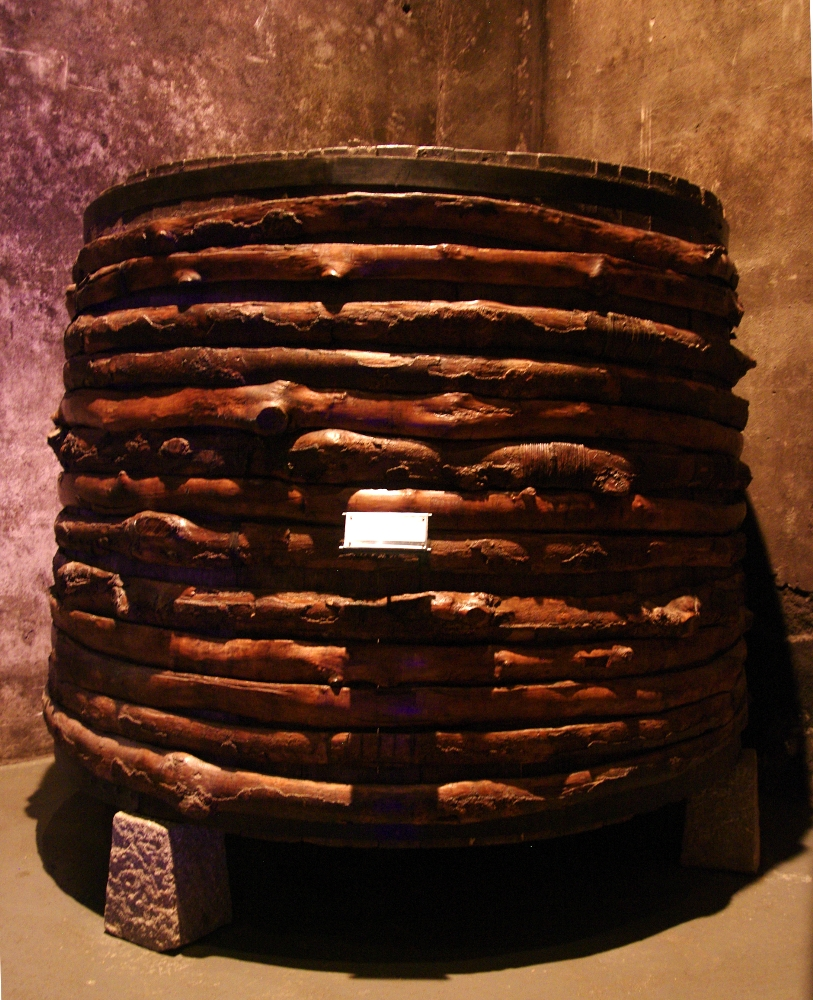
Cuve à vin médiévale au Hameau du vin.

En 1766, un litige entre les paroissiens et le curé se produit, ceux-ci lui reprochant d'abuser de sa position et de ne pas être digne de ses fonctions de prêtre.
À Romanèche-Thorins était autre fois extrait d'une carrière un oxyde de manganèse noir brillant, nommé romanéchite par le minéralogiste Lacroix. Une mine à laquelle le géologue et minéralogiste Alexis Chermette a consacré l'une de ses publications, intitulée : « L’ancienne mine de manganèse de Romanèche-Thorins (Saône-et-Loire) » (bulletin de la Société linnéenne de Lyon, n° 3 - mars 1975).
Le 1er janvier 2014, elle rejoint la communauté de communes du Mâconnais Beaujolais.

### Liste des maires

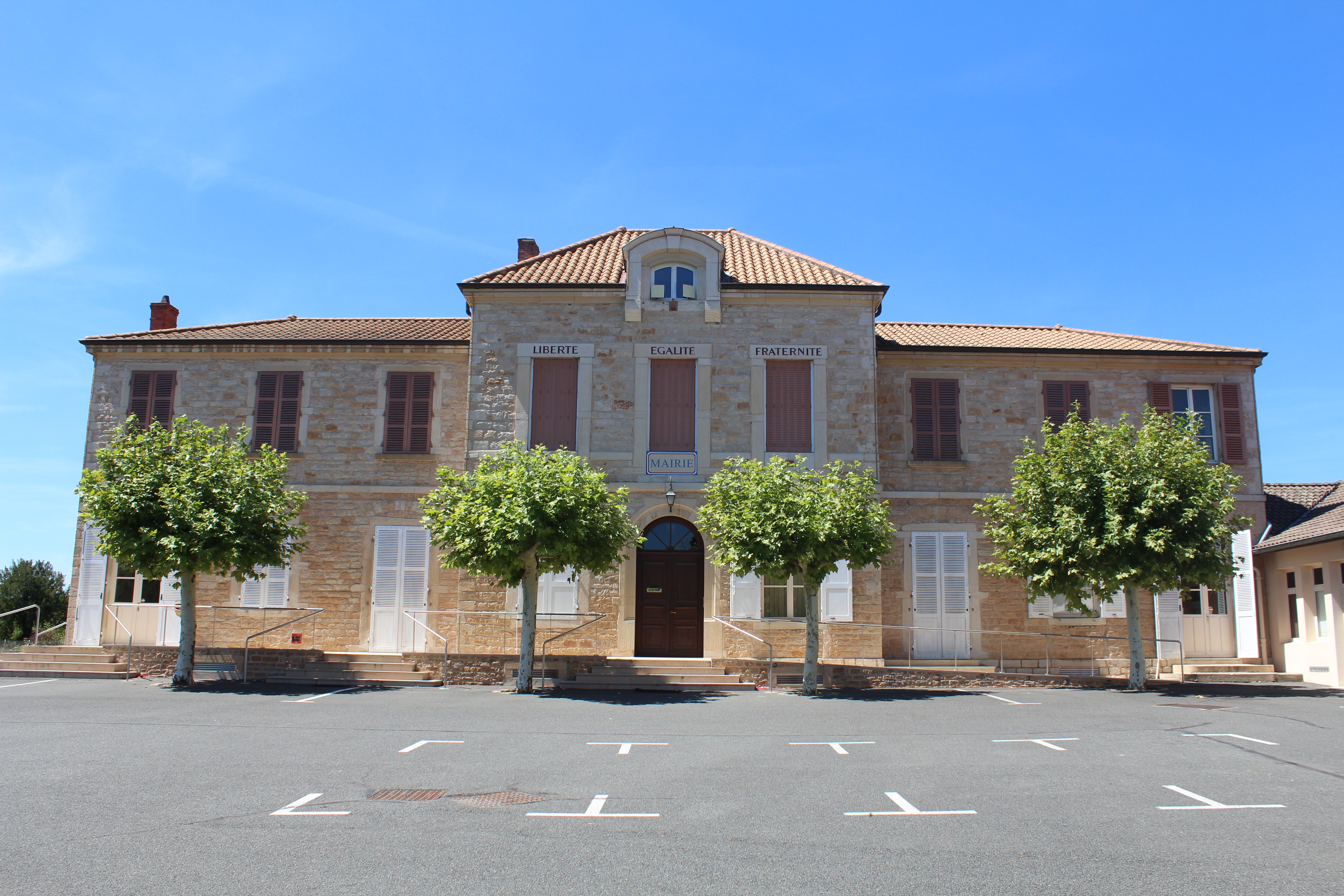
Mairie.

## Population et société

### Démographie

Les vignobles du Mâconnais.

L'évolution du nombre d'habitants est connue à travers les recensements de la population effectués dans la commune depuis 1793. Pour les communes de moins de 10 000 habitants, une enquête de recensement portant sur toute la population est réalisée tous les cinq ans, les populations de référence des années intermédiaires étant quant à elles estimées par interpolation ou extrapolation. Pour la commune, le premier recensement exhaustif entrant dans le cadre du nouveau dispositif a été réalisé en 2006.

En 2022, la commune comptait 2 002 habitants, en évolution de +0,45 % par rapport à 2016 (Saône-et-Loire : −1,06 %, France hors Mayotte : +2,11 %).
| 1793  | 1800  | 1806  | 1821  | 1831  | 1836  | 1841  | 1846  | 1851  |
| ----- | ----- | ----- | ----- | ----- | ----- | ----- | ----- | ----- |
| 1 881 | 1 910 | 2 183 | 2 278 | 2 342 | 2 343 | 2 288 | 2 483 | 2 482 |

| 1856  | 1861  | 1866  | 1872  | 1876  | 1881  | 1886  | 1891  | 1896  |
| ----- | ----- | ----- | ----- | ----- | ----- | ----- | ----- | ----- |
| 2 512 | 2 678 | 2 747 | 2 698 | 2 684 | 2 526 | 2 254 | 2 297 | 2 406 |

| 1901  | 1906  | 1911  | 1921  | 1926  | 1931  | 1936  | 1946  | 1954  |
| ----- | ----- | ----- | ----- | ----- | ----- | ----- | ----- | ----- |
| 2 395 | 2 444 | 2 307 | 1 833 | 1 713 | 1 661 | 1 695 | 1 614 | 1 728 |

| 1962  | 1968  | 1975  | 1982  | 1990  | 1999  | 2006  | 2011  | 2016  |
| ----- | ----- | ----- | ----- | ----- | ----- | ----- | ----- | ----- |
| 1 825 | 1 915 | 1 801 | 1 699 | 1 710 | 1 717 | 1 767 | 1 905 | 1 993 |

| 2021  | 2022  | - | - | - | - | - | - | - |
| ----- | ----- | - | - | - | - | - | - | - |
| 2 009 | 2 002 | - | - | - | - | - | - | - |

## Cultes
Romanèche-Thorins appartient à l'une des sept paroisses composant le doyenné de Mâcon (doyenné relevant du diocèse d'Autun) : la paroisse Notre-Dame-des-Vignes en Sud-Mâconnais, paroisse qui a son siège à La Chapelle-de-Guinchay et qui regroupe quatorze villages du Mâconnais.

## Culture locale et patrimoine

### Lieux et monuments
- Château de la Tour de Romanèche.

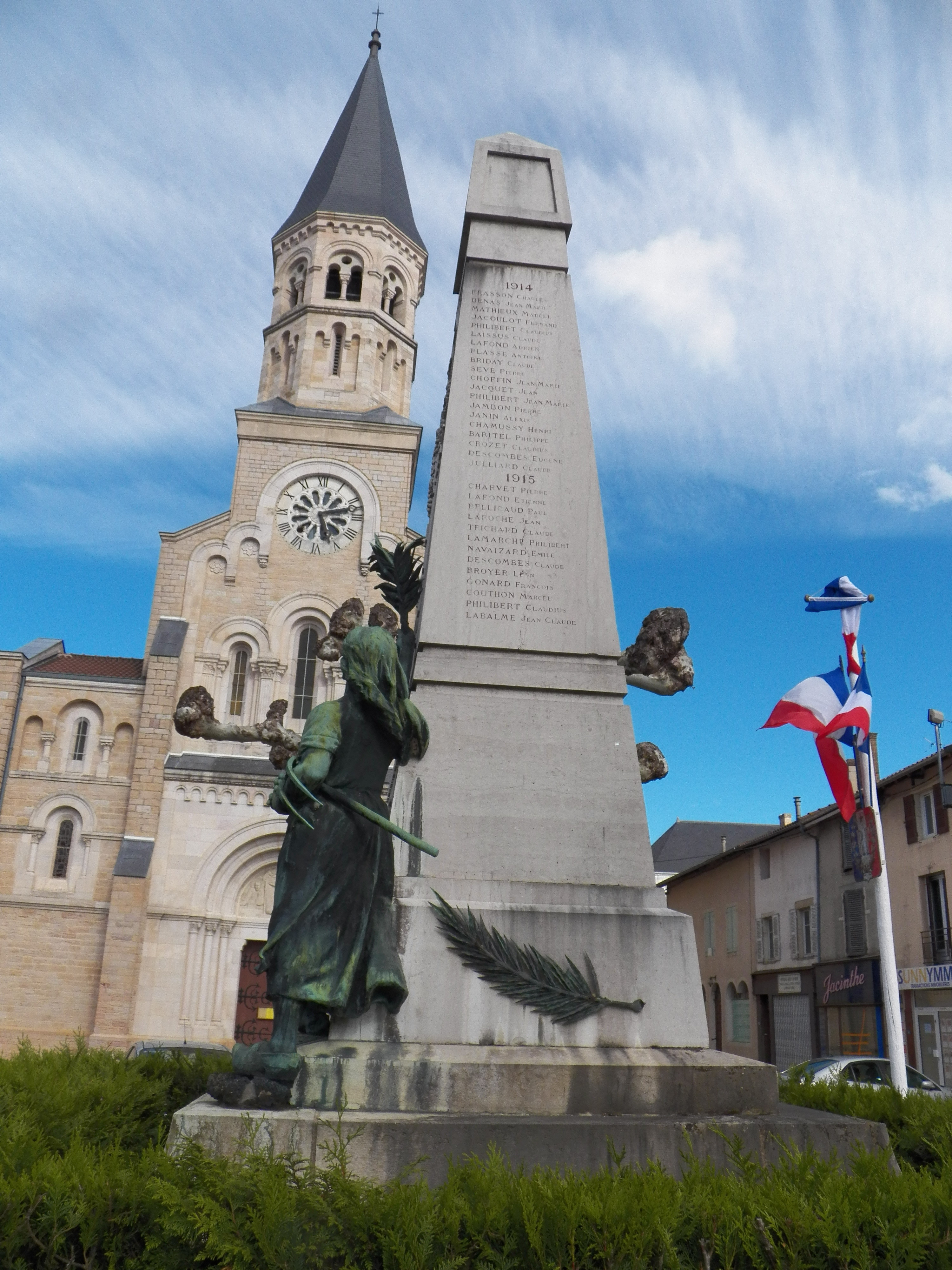
Le monument aux morts et l'église.

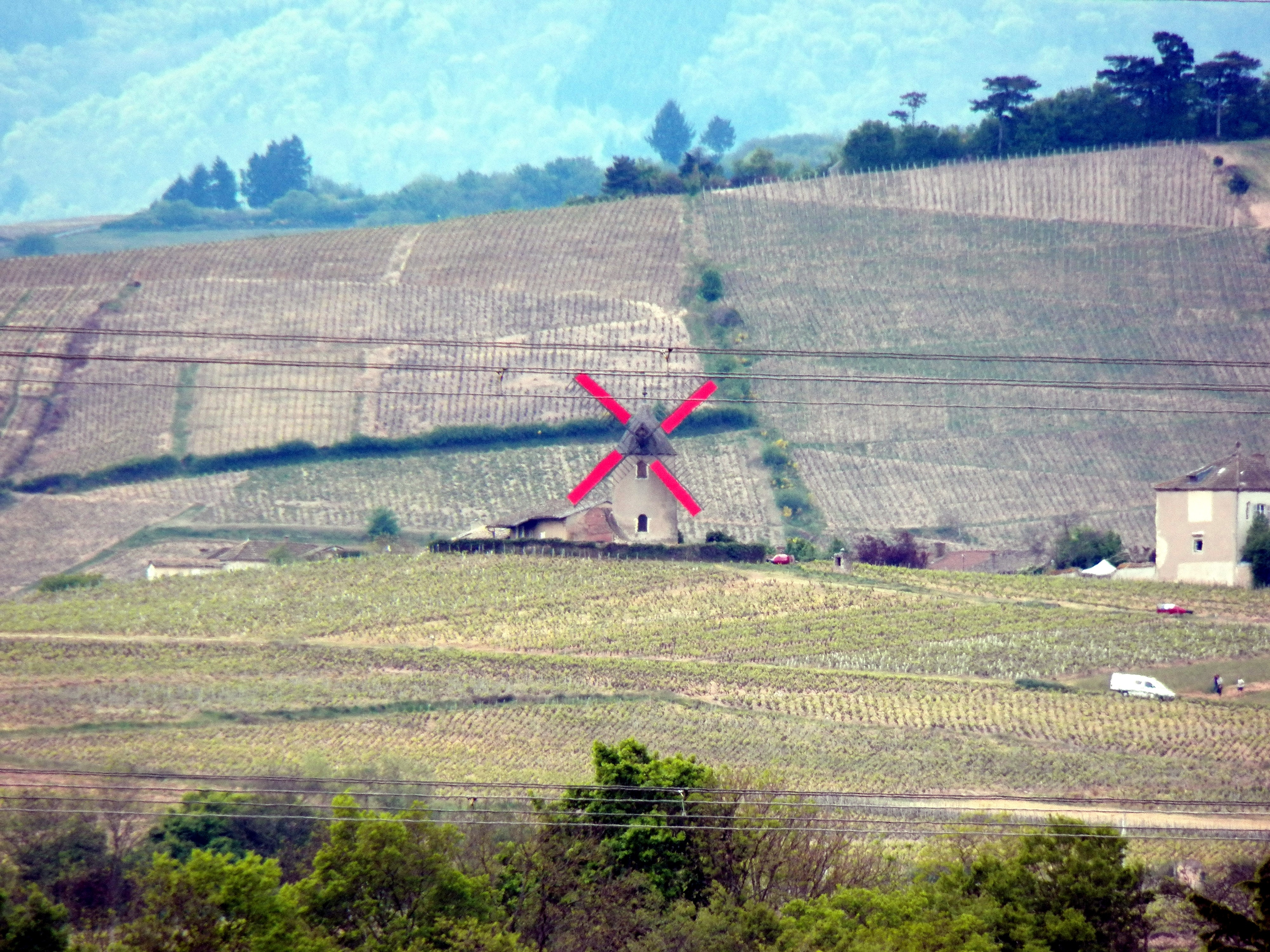
Le moulin à vent en fête a mis ses ailes rouges.

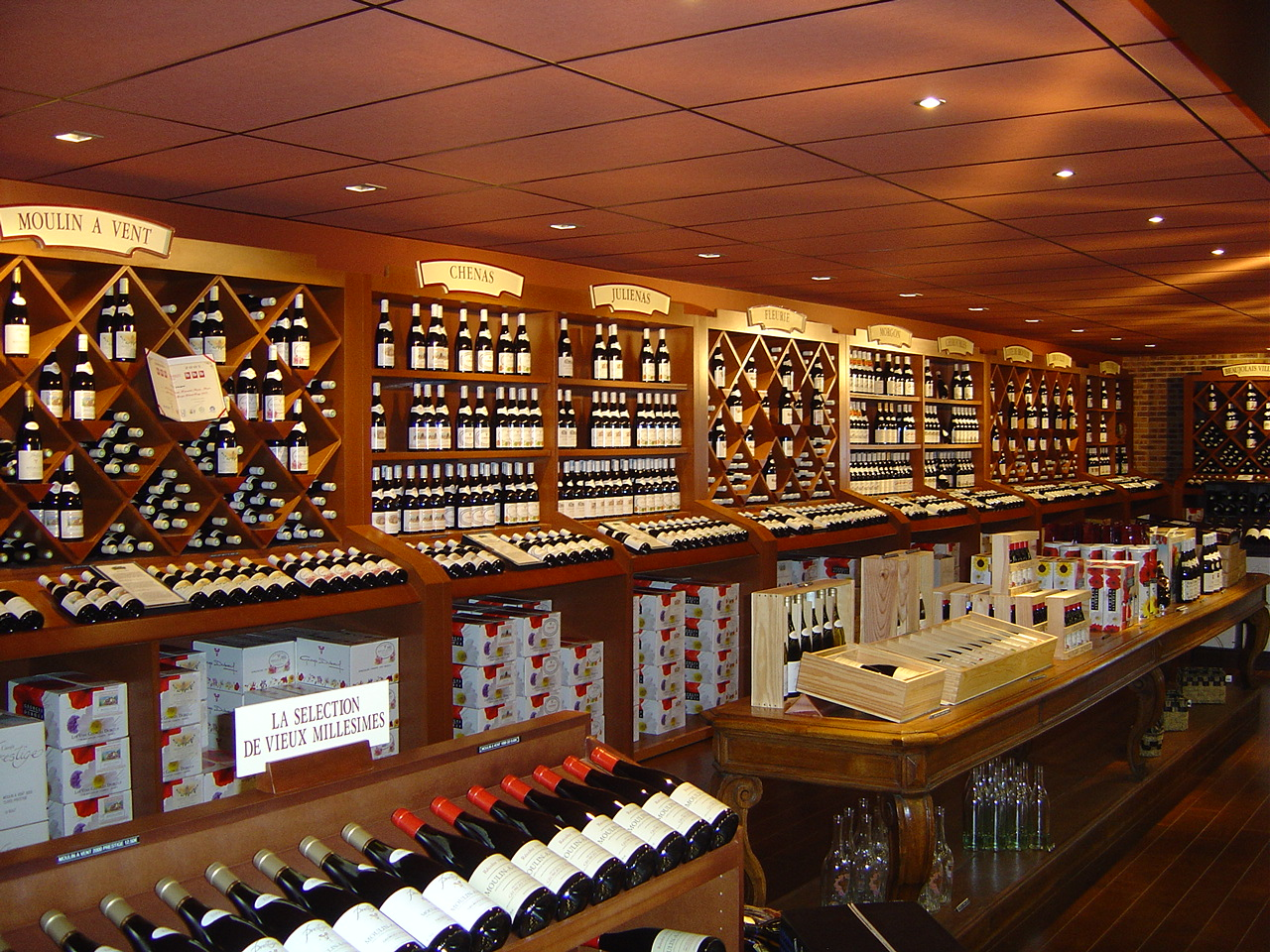
La vinothèque du Hameau du vin.

- Touroparc Zoo, parc animalier et d'attractions.
- Le Hameau du vin, parc de la vigne et du vin.
- Le Musée du compagnonnage Pierre-François Guillon[21],[22].
- L'église, placée sous le vocable de saint Pierre et ornée d'un tympan sculpté par Yvonne Combs.
- Le Château du Moulin-à-Vent.
- Le Château des Jacques.
- La Maison Jacoulot.

### Personnalités liées à la commune
Patrie de Benoît Raclet (1780-1844), inventeur d'un procédé qui permit de sauver la vigne de la pyrale, chenille parasite. Tous les ans est célébrée la fête Benoît Raclet. Depuis 1980, la place de Romanèche porte officiellement le nom de place Benoît-Raclet. Un buste en pierre, qui a succédé en 1964 à un buste en bronze enlevé pendant l'Occupation, lui rend hommage.

## Jumelage(s)
- France : Romanèche-Thorins est associée à Munster dans le Haut-Rhin (68) par un pacte d’amitié signé le 26 mai 1985 par les maires des deux communes.

## Pour approfondir